# 黑貝克河
51°16′2″N 7°14′9″E / 51.26722°N 7.23583°E

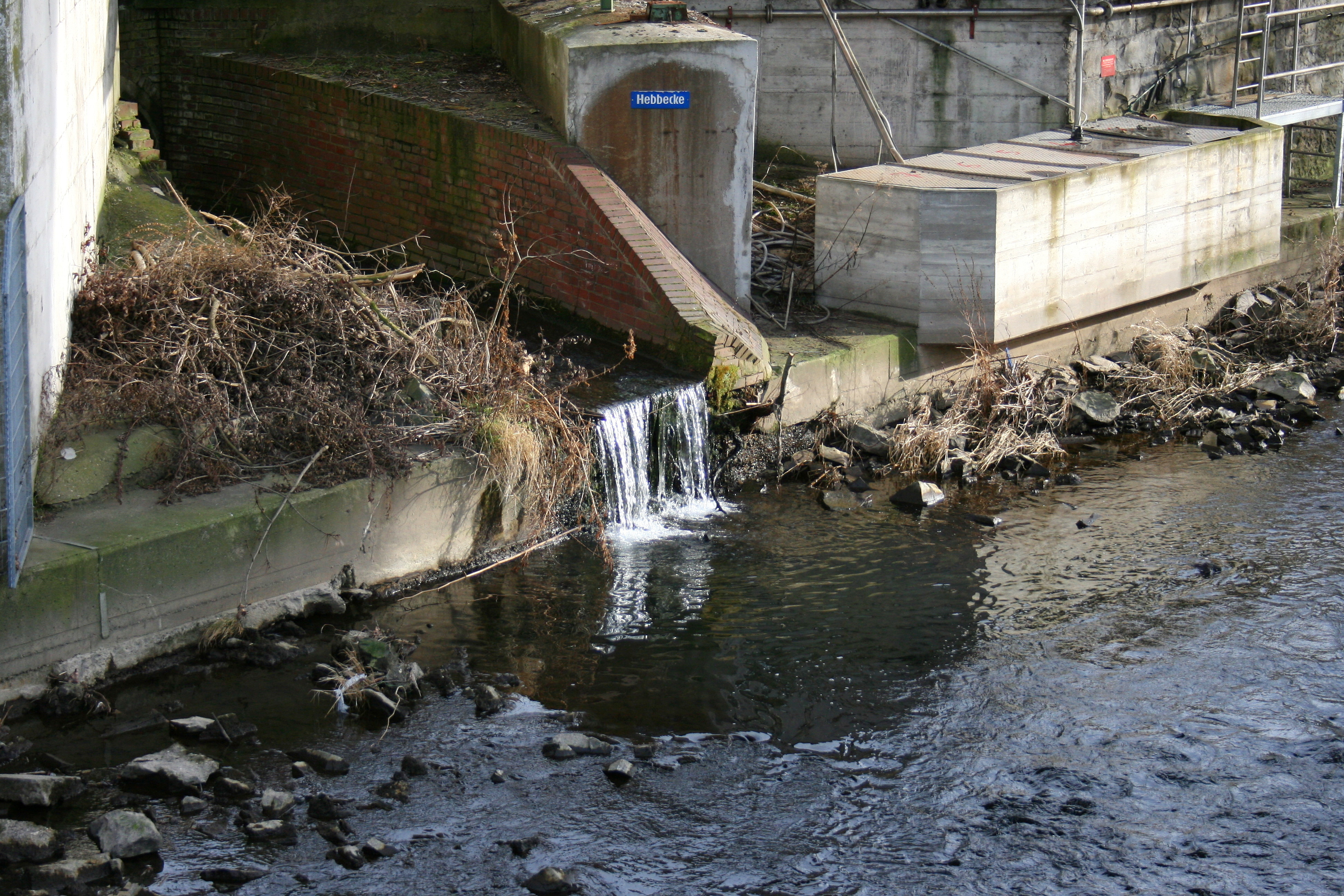

黑貝克河（德語：Hebbecke），是德國的河流，位於該國西部，處於北萊茵-威斯特法倫州，屬於伍珀河的右支流，河道全長1.7公里，流域面積1.3平方公里。